# Махалино
Маха́лино — село в Кузнецком районе (с 21 января 1929) Пензенской области. Административный центр Махалинского сельсовета.
До 10.02.1940 — Новый Кряжим, переименовано в честь уроженца села Героя Советского Союза Алексея Ефимовича Махалина, погибшего в боях у озера Хасан.

## География
Село расположено в восточной части области на расстоянии примерно в 25 километрах по прямой к западу-юго-западу от районного центра Кузнецка.
Часовой пояс
Село Махалино, как и вся Пензенская область, находится в часовой зоне МСК (московское время). Смещение применяемого времени относительно UTC составляет +3:00.

## Население
| 1748  | 1795  | 1859  | 1877  | 1897  | 1911  | 1926  |
| ----- | ----- | ----- | ----- | ----- | ----- | ----- |
| 1176  | ↗1754 | ↗2587 | ↘2341 | ↗2443 | ↗3099 | ↘2680 |
| 1930  | 1939  | 1959  | 1979  | 1989  | 1996  | 2002  |
| ↗2718 | ↘2226 | ↘1459 | ↗2118 | ↗2475 | ↘2306 | ↗5280 |
| 2010  |       |       |       |       |       |       |
| ↘2006 |       |       |       |       |       |       |

### Национальный состав
Согласно результатам переписи 2002 года, в национальной структуре населения русские составляли 77 % из 5280 чел..